# 崔成焕
崔成焕（韓語：최성환，Choi Sung-Hwan，1981年10月6日—）韩国足球运动员，司职后卫。效力于韩国K联赛水原三星蓝翼队。他曾经效力过大邱FC俱乐部 。